# الأحرار المصورة (مجلة)
مجلة الأحرار المصورة هي مجلة أدبية ونقدية وفكاهية وخيالية نُشرت أسبوعيًا في بيروت بين عامي 1926 و1927. وقد حُررت كملحق لصحيفة الأحرار اليومية التي أصدرها الصحفي اللبناني جبران تويني، الذي كان أيضًا مؤسس مجلة النهار.
كانت الفترة التي أُصدرَت فيها المجلة سنوات مهمة ومليئة بالأحداث في تاريخ بلاد الشام وتحديدًا لبنان الحديث، حيث كانت البلاد تحت الانتداب الفرنسي ومقسمة إلى ولايات مختلفة في ذلك الوقت. استخدمت مجلة الأحرار المصورة الفكاهة والرسوم الكاريكاتورية لتصوير لبنان ومجتمعاته السياسية أثناء الانتداب الفرنسي.

## طالع أيضًا
- قائمة المجلات في لبنان [الإنجليزية]